# San Fernando (Chalatenango)
San Fernando é um município localizado no departamento de Chalatenango, em El Salvador.